# Leandro Zárate
Leandro Sebastián Zárate (Córdoba, Argentina; 31 de marzo de 1984) es un futbolista argentino. Juega como delantero y su primer equipo fue Talleres de Córdoba. Actualmente se encuentra sin club.

## Trayectoria
Se inició futbolísticamente en Talleres de Córdoba pero su debut como profesional se produjo en Racing de Córdoba en 2004. A mediados de ese año se incorporó a Ben Hur de Rafaela, formando parte del plantel que logró consagrarse campeón del Torneo Argentino A. Luego tuvo un fugaz pasó por la Primera División vistiendo la camiseta de Argentinos Juniors. En 2006 jugó en Defensa y Justicia, para luego pasar a Atlético Tucumán. A mediados de 2007, Carlos Trullet (el mismo técnico que lo había dirigido en Ben Hur de Rafaela) lo incorpora a Unión de Santa Fe. En julio del 2008, el equipo tatengue vende su pase al Botafogo, tradicional equipo de Río de Janeiro, Brasil. En julio de 2009 el delantero se incorporó a Instituto de Córdoba. En 2010 vuelve a Unión de Santa Fe donde a pesar de tener poco protagonismo volvió a ganarse el corazón de la gente: en la penúltima fecha del torneo convirtió el gol de la victoria 2-1 sobre la C.A.I. de Comodoro Rivadavia que dejó al equipo al borde del ascenso a Primera División, objetivo que se terminaría consumando al partido siguiente; de esta manera saldó la cuenta pendiente que le había quedado en 2008. En total contando sus dos períodos jugó 61 partidos con la camiseta rojiblanca y marcó 23 goles.
A mediados de 2012 llega a Gimnasia y Tiro de Salta, donde durante la temporada 2012-2013 realiza una gran campaña, quedando muy cerca del tan deseado ascenso. En el inicio de la temporada 2013-2014, el club no tiene un buen arranque, no así él, donde se termina de consagrar como el jugador del hincha, por su sacrificio y entrega  dejando siempre todo en cada jugada; agregándole a esto su cuota goleadora, especialmente en los partidos importantes. Antes de finalizar el 2013, ante el retiro de Sergio Plaza y el traspaso del segundo capitán, es nombrado capitán indiscutible, siendo subcapitán su fiel amigo, Martín Perelman.
Luego de disputar la Liga Salteña para el club Pellegrini, Zárate fue traspasado a mediados de 2017 a Juventud Antoniana de Salta, club en el que marcó cuatro goles en la temporada 2017/2018. Su debut en la red se produjo ante Sportivo Patria de Formosa, en un encuentro  que el Santo se impuso 1 a 0 en el estadio Martearena; el cotejo correspondió a la segunda fecha del Torneo Federal A.

## Estadísticas
- Actualizado al 31 de diciembre de 2020

| Club                         | Div.                | Temporada           | Liga | Liga | Copa Nacional | Copa Nacional | Copa Internacional | Copa Internacional | Total | Total |
| Club                         | Div.                | Temporada           | PJ   | G    | PJ            | G             | PJ                 | G                  | PJ    | G     |
| ---------------------------- | ------------------- | ------------------- | ---- | ---- | ------------- | ------------- | ------------------ | ------------------ | ----- | ----- |
| Racing (C) Argentina         |                     |                     |      |      |               |               |                    |                    |       |       |
| 3.ª                          | 2003/04             | ?                   | ?    | -    | -             | -             | -                  | ?                  | ?     |       |
| 3.ª                          | 2011/12             | ?                   | ?    | -    | -             | -             | -                  | ?                  | ?     |       |
| Total                        | Total               | 18                  | 2    | -    | -             | -             | -                  | 18                 | 2     |       |
| Ben Hur Argentina            |                     |                     |      |      |               |               |                    |                    |       |       |
| 3.ª                          | 2004/05             | 27                  | 15   | -    | -             | -             | -                  | 27                 | 15    |       |
| Total                        | Total               | 27                  | 15   | -    | -             | -             | -                  | 27                 | 15    |       |
| Argentinos Juniors Argentina |                     |                     |      |      |               |               |                    |                    |       |       |
| 1.ª                          | 2005/06             | 4                   | 0    | -    | -             | -             | -                  | 4                  | 0     |       |
| Total                        | Total               | 4                   | 0    | -    | -             | -             | -                  | 4                  | 0     |       |
| Defensa y Justicia Argentina |                     |                     |      |      |               |               |                    |                    |       |       |
| 2.ª                          | 2006/07             | 15                  | 3    | -    | -             | -             | -                  | 15                 | 3     |       |
| Total                        | Total               | 15                  | 3    | -    | -             | -             | -                  | 15                 | 3     |       |
| Atlético Tucumán Argentina   |                     |                     |      |      |               |               |                    |                    |       |       |
| 3.ª                          | 2006/07             | 14                  | 7    | -    | -             | -             | -                  | 14                 | 7     |       |
| Total                        | Total               | 14                  | 7    | -    | -             | -             | -                  | 14                 | 7     |       |
| Unión Argentina              |                     |                     |      |      |               |               |                    |                    |       |       |
| 2.ª                          | 2007/08             | 37                  | 19   | -    | -             | -             | -                  | 37                 | 19    |       |
| 2.ª                          | 2010/11             | 24                  | 4    | -    | -             | -             | -                  | 24                 | 4     |       |
| Total                        | Total               | 61                  | 23   | -    | -             | -             | -                  | 61                 | 23    |       |
| Botafogo · Brasil            |                     |                     |      |      |               |               |                    |                    |       |       |
| 1.ª                          | 2008                | 7                   | 2    | -    | -             | 1             | 0                  | 8                  | 2     |       |
| Total                        | Total               | 7                   | 2    | -    | -             | 1             | 0                  | 8                  | 2     |       |
| Instituto Argentina          |                     |                     |      |      |               |               |                    |                    |       |       |
| 2.ª                          | 2009/10             | 31                  | 6    | -    | -             | -             | -                  | 31                 | 6     |       |
| Total                        | Total               | 31                  | 6    | -    | -             | -             | -                  | 31                 | 6     |       |
| Gimnasia y Tiro Argentina    |                     |                     |      |      |               |               |                    |                    |       |       |
| 3.ª                          | 2012/13             | 33                  | 15   | 2    | 0             | -             | -                  | 35                 | 15    |       |
| 3.ª                          | 2013/14             | 28                  | 13   | 1    | 0             | -             | -                  | 29                 | 13    |       |
| 3.ª                          | 2014                | 14                  | 4    | 2    | 1             | -             | -                  | 16                 | 5     |       |
| 3.ª                          | 2015                | 24                  | 5    | -    | -             | -             | -                  | 24                 | 5     |       |
| 3.ª                          | 2016                | 0                   | 0    | -    | -             | -             | -                  | 0                  | 0     |       |
| Total                        | Total               | 99                  | 37   | 5    | 1             | -             | -                  | 104                | 38    |       |
| Juventud Antoniana Argentina |                     |                     |      |      |               |               |                    |                    |       |       |
| 3.ª                          | 2017/18             | 24                  | 4    | 2    | 0             | -             | -                  | 26                 | 4     |       |
| 3.ª                          | 2018/19             | 19                  | 4    | 3    | 0             | -             | -                  | 22                 | 4     |       |
| Total                        | Total               | 43                  | 8    | 5    | 0             | -             | -                  | 48                 | 8     |       |
| Guaraní AF Argentina         |                     |                     |      |      |               |               |                    |                    |       |       |
| 4.ª                          | 2020                | 2                   | 0    | -    | -             | -             | -                  | 2                  | 0     |       |
| Total                        | Total               | 2                   | 0    | -    | -             | -             | -                  | 2                  | 0     |       |
| Total en su carrera          | Total en su carrera | Total en su carrera | 321  | 103  | 10            | 1             | 1                  | 0                  | 332   | 104   |

## Palmarés

### Campeonatos nacionales
| Título             | Club               | País      | Año  |
| ------------------ | ------------------ | --------- | ---- |
| Torneo Argentino A | Racing de Córdoba  | Argentina | 2004 |
| Torneo Argentino A | Ben Hur de Rafaela | Argentina | 2005 |

### Otros logros
| Título                     | Club              | País      | Año  |
| -------------------------- | ----------------- | --------- | ---- |
| Ascenso a Primera División | Unión de Santa Fe | Argentina | 2011 |

### Distinciones individuales
| Distinción                                   | Año  |
| -------------------------------------------- | ---- |
| Goleador de la Primera B Nacional (19 goles) | 2008 |